# There Is a Light That Never Goes Out
«There Is a Light That Never Goes Out» es una canción de la banda inglesa The Smiths, escrita por Morrissey y Johnny Marr. Fue lanzada originalmente como el penúltimo tema de The Queen Is Dead, álbum de estudio de 1986, pero a pesar de su popularidad, no fue lanzada como sencillo hasta 1992, después de la separación de la banda. Esto se debería a que, si bien originalmente estaba planeado el lanzamiento de esta canción como sencillo en 1986, el jefe de Rough Trade, Geoff Travis, la reemplazó por "Bigmouth Strikes Again". Por eso hubo un video dirigido por Derek Jarman, que fue filmado en 1986, a pesar de que hasta ese momento la canción no había sido editada como sencillo. Esta versión de la historia se contradice con las declaraciones de Johnny Marr para Uncut Magazine: "No fue lanzada como sencillo en 1986 porque durante largo tiempo trabajé en la idea de que siempre teníamos que tener una canción en cada álbum que la gente dijera 'Ese debería ser un sencillo'. Pero en realidad no lo fuera. "Reel Around the Fountain" fue eso para el primer disco y "There is A Light..." lo fue para The Queen Is Dead. Pensé que sería un signo de que era un gran álbum, el hecho de que había una canción que todos querían lanzar como sencillo, pero el álbum tenía canciones más fuertes para lanzar".
En 2005, Morrissey lanzó una versión en vivo de esta canción en un sencillo con dos lados A, siendo la otra canción, su versión de Patti Smith "Redondo Beach", y alcanzó el número 11 de la lista británica.
Esta canción es considerada como una de las canciones de amor trágico más profundas jamás escritas, y una de las piezas poéticas más importantes de la música popular contemporánea, tanto que han sido grabadas más de 20 versiones en varios idiomas.
En 2021, ocupó el puesto 226 en la lista de Las 500 mejores canciones de todos los tiempos según Rolling Stone.
En mayo de 2007, el New Musical Express, la incluyó en el puesto número cuatro de los "50 himnos indie de la historia".

## Letra
La letra de la canción es una narración en primera persona que implica deseo, ansiedad y romance. Morrissey asume el rol de una persona que, según se infiere por la letra, ha sido echada de su casa, entonces busca compañía en la persona a la que se refiere la canción; el conductor del auto. Según el libro Songs That Saved Your Life de Simon Goddard, la historia que es narrada en la canción es similar a la de la película Rebelde sin causa, en la cual el protagonista interpretado por James Dean, quien era un ídolo de Morrissey, deja su casa, y es pasajero de una potencial compañía romántica. Este punto de vista sería plausible, dado que en sus letras previas Morrissey solía tomar prestados temas y argumentos de la literatura y el cine. Se ha dicho también que la canción podría estar inspirada en Johnny Marr, a lo que Morrissey respondió en una entrevista con la revista GQ: "No es sobre él y nunca lo fue".
La canción, que originalmente se iba a llamar "There Is A Light In Your Eyes That Never Goes Out" (Hay una luz en tus ojos que jamás se apagará), básicamente relata la experiencia de un amor no correspondido, por parte de quien sufre la posición desde su timidez de no poder confesar su amor al otro, y el deseo de que algún hecho externo, y posiblemente trágico, termine con sus vidas y al fin los vincule para siempre.

## Música
Musicalmente, la introducción es similar a la escuchada Hitch Hike de The Rolling Stones. Con sus cuerdas de sintetizador, sus arreglos de balada y su letra de deseo, muchos vieron a "There Is a Light That Never Goes Out" como una canción de amor directa, a pesar de algunas ambigüedades en la letra.

## En directo
La canción debutó en directo el 8 de febrero de 1986, en un concierto celebrado en el Royal Court Theatre de Liverpool, en el marco del "The Queen Is Dead Tour", gira que promocionaba dicho álbum. Sin embargo, su presencia en directo fue muy corta, debido a que el grupo se separó al año siguiente. La última vez que el grupo la interpretó en directo fue en el "Festival de la Canción Italiana de San Remo", concierto celebrado el 5 de febrero de 1987 en el Palarock de San Remo.
Morrissey recuperó la canción para su gira "2002 Tour" de 2002, 15 años después de haberse tocado en un concierto de The Smiths. Siguió interpretando la canción en sus giras en solitario hasta 2017. También Johnny Marr comenzó a tocarla en solitario a partir de 2006, y ha formado parte de su repertorio hasta la actualidad.